# Piłkarzyki na sprężynkach
Piłkarzyki na sprężynach – zręcznościowa gra rozgrywana na miniaturowym boisku. Gra się w nią przy pomocy figurek umieszczonych na sprężynkach w specjalnych zagłębieniach oraz odpowiedniej piłeczki do gry. Mechanika ta umożliwia rozgrywanie partii meczowych. Pierwsze egzemplarze były już wydawane w latach 60 XX wieku.
Plansze do gry mogą być różnego rodzaju (zmienia się m.in. liczba figurek, wymiary boiska, ustawienie zawodników, mechanika bramkarza).
Gra obecnie może być również wykorzystywana w postaci komputerowych gier zręcznościowych i mieć w nich swoje rygorystyczne zasady.